# Nezuko Kamado
Nezuko Kamado (竈門 禰豆子 Kamado Nezuko?) es un personaje ficticio del manga Kimetsu no Yaiba de Koyoharu Gotouge. Nezuko y su hermano mayor Tanjirō Kamado son los únicos supervivientes de un incidente en el que perdieron a toda su familia a causa de los demonios, con Nezuko transformándose en una demonio, pero aún mostrando sorprendentemente signos de emociones y pensamientos humanos. Después de un encuentro con Giyuū Tomioka, un pilarTanjirō comienza su búsqueda para ayudar a su hermana a convertirse en humana nuevamente y vengar la muerte de su familia.
El personaje de Nezuko fue creado para hacer de Tanjirō un personaje más innovador debido a que su identidad es la de un demonio. La respuesta crítica inicial a Nezuko fue positiva debido a lo poco convencional que era para la narrativa que su tipo de personaje fuera un demonio, así como a la forma en que muestra más poderes para luchar en toda la serie.

## Creación y desarrollo
El personaje de Nezuko fue creado por Koyoharu Gotouge para hacer que el protagonista Tanjirō Kamado sea más único. Debido a que Nezuko es una demonio, Tanjirō no puede odiar a los demonios a los que se enfrenta y, en cambio, se encuentra en una zona gris de moralidad en blanco y negro. El editor de la autora y otros asistentes dijeron que gracias a esto, el manga tomó una narrativa más innovadora que atrajo fácilmente a los lectores.
El productor de anime Yuma Takahashi dijo que mientras Nezuko permanece en silencio desde el primer episodio, el personal podría intrincar cambios en la expresión facial y humanizar más las emociones del personaje. A través de esas ventajas, dan más profundidad a estos personajes. Takahashi afirmó que quería que los espectadores esperaran con ansias el desarrollo de Nezuko y la amplia gama de emociones que podía mostrar. El anime utiliza un tema de inserción titulado «Kamado Tanjirō no Uta». Expresa la determinación de Tanjirō, que se levanta de la desesperación y lucha por proteger a su hermana menor.
Akari Kitō (la voz japonesa de Nezuko) dijo que el actor de Tanjirō, Natsuki Hanae, es como un hermano mayor para ella en el estudio, la apoya y si hay partes que tiene dificultades para grabar, Hanae se quedaría y esperaría hasta que termine a pesar de que su parte ha terminado. Hanae dijo que también piensa en Kitō como una hermana menor. Para el doblaje en inglés, Trott describió a Nezuko como «una hermana dulce y cariñosa con sus muchos hermanos», incluso cuando se convierte en una demonio, ya que a menudo ayuda a su hermano en la batalla. Esta amabilidad mostrada por Nezuko fue identificada por Trott.

## Apariencia
Nezuko en su forma humana tenía el pelo negro recogido en forma de bollo sostenido con un adorno para el cabello de color rosa. Sus ojos tenían rasgos humanos y eran también del mismo color rosa que comparten casi todos los miembros de su familia, su ropa consiste en un kimono rosa bordado con patrones en forma de estrellas y su obi es de color rojo y blanco en forma de patrones ajedrezados además de portar un Haori de color negro. Su calzado consta de sandalias zori de cordones color rosa, medias blancas estilo tabi y envolturas negras para proteger sus piernas, de todos modos tras convertirse en demonio el pelo lo lleva suelto con puntas naranjas. Además de que su estatura varía.
Nezuko es la hija de una vendedora de carbón y la hermana menor de Tanjirō que se convirtió en un demonio. A pesar de la suposición de Muzan de que los mató a todos en su intento de engendrar un demonio resistente al sol, Nezuko sobrevivió como una demonio con la mente casi perdida. Sin embargo, retuvo suficientes recuerdos para evitar matar a Tanjirō y donde también pese a su condición de demonio lo protege en su primer encuentro contra un Demon Slayer y actual Pilar del Agua llamado Giyū Tomioka. Debido a dos años de condicionamiento hipnótico por parte de Sakonji Urokodaki, este consiguió que Nezuko considerara a todos los humanos como su familia y atacará sin piedad a cualquier demonio que los amenace. En lugar de consumir carne humana, Nezuko recupera energía por medio del sueño y tiende a perder el conocimiento durante largos períodos de tiempo después de esforzarse demasiado. Inicialmente, no puede hablar y debe usar un bozal de bambú (que le fue puesto en su momento por Giyuu Tomioka) para evitar que esta ataque a un humano con sus colmillos. Sin embargo, en volúmenes posteriores, se quita el bozal y gana el poder de hablar nuevamente, aunque con un poco de dificultad y algo quebrada, ya que durante casi dos años esta no podía hablar siquiera debido al bozal y su condición de demonio. Se sabe que Nezuko tiene varios poderes, que incluyen regeneración, fuerza sobrehumana, crecimiento y reducción acelerada y una técnica de sangre Demoníaca llamada Exploding Blood (爆血 Bakketsu?) o "Explosión de Sangre" que hace que su sangre arda en llamas rojas una vez que sale de su cuerpo. Al inicio de la serie, Tanjirō generalmente la lleva en una caja de madera (un regalo del maestro Urokodaki) para protegerla de la luz solar por su condición como demonio, hasta que finalmente desarrolla la capacidad de sobrevivir a la exposición a la luz solar, lo que ocasiona que Muzan desarrolle una fuerte obsesión por ella y centra todos sus esfuerzos en capturarla para devorarla y de esta forma eliminar la única debilidad que atormenta a Muzan. La mente y la humanidad de Nezuko finalmente se restauran durante la batalla final contra Muzan Kibutsuji y se da a entender que ella ayuda a Tanjirō a recuperarse de su transformación de demonio al permitirle ingerir su sangre, que contiene los anticuerpos para la sangre demoníaca de Muzan. Nezuko también se puede jugar en el videojuego Kimetsu no Yaiba: Hinokami Keppūtan.

## Recepción
La respuesta inicial a Nezuko fue positiva. Rebecca Silverman de Anime News Network señaló que Nezuko retuvo su humanidad a pesar de convertirse en una demonio debido a la forma en que protege a su hermano mayor, lo que hace que Giyu permita que los hermanos se embarquen en una búsqueda para encontrar una cura para su estado. James Beckett del mismo sitio dijo que la transformación de Nezuko en una demonio fue la parte más fuerte del piloto, lo que hace que la narrativa sea sorprendentemente poco convencional según la reacción de Tanjirō y las acciones de Giyu. Manga.Tokyo también elogió el desarrollo de las acciones de Nezuko porque logra despertar después de dos años como una demonio cariñosa con Tanjirō, lo que hace que su abrazo sea emotivo. Comic Book Bin disfrutó de la interpretación de Nezuko ya que, a pesar de ser un personaje maldito, todavía está activa y es atractiva de ver, principalmente debido a cómo desarrolla una fuerza sobrenatural para usar en combate. En una descripción general de los primeros episodios de la serie, UK Anime News encontró a Nezuko como el personaje más convincente por la profundidad que posee y, al igual que Comic Book Bin, señaló que es sorprendentemente útil para Tanjirō cuando se trata de pelear. Comic Book Resources consideró al dúo como «los protagonistas masculinos y femeninos más agradables de la década». A UK Anime News también le gustó cómo se comparan los hermanos con los villanos de una manera significativa. Anime Inferno dijo: «Tanjirō y Nezuko forman un gran equipo y son dos protagonistas agradables, con la serie en su mejor momento cuando los dos hermanos trabajan juntos».
En febrero de 2020 en los Crunchyroll Anime Awards, la pelea de Tanjirō y su hermana Nezuko contra Rui ganó la categoría «Mejor escena de pelea». El episodio, «Hinokami», correspondiente al número 19 de la primera temporada, fue citado por los críticos de IGN como uno de los mejores episodios de la historia de la televisión, comentando sobre la preparación y la ejecución. Manga.Tokyo disfrutó de la preparación de esta escena cuando Nezuko logra ayudar a Tanjirō gracias a la motivación de su difunta madre y el poder que muestra sorprendió al escritor. Debido a la entrega emocional de esta escena, el escritor espera más interacciones entre los dos hermanos. Anime News Network se sorprendió por las sorprendentes acciones heroicas de Nezuko en el episodio, así como por la actuación de voz de Akari Kitō a pesar de no tener varias líneas en la serie, pudiendo desarrollar su personaje en el proceso. The Fandom Post estuvo de acuerdo, ya que Nezuko había sido un personaje pequeño en los primeros episodios de la serie debido a que Tanjirō siempre la escondía en una caja hasta esta batalla, lo que le da potencial para darle más acciones para realizar. Anime News Network criticó el manejo del personaje en el arco del distrito de entretenimiento por darle un tiempo de pantalla limitado, así como por la sexualización de ella a pesar de su corta edad.
Ocupó el tercer lugar en la primera encuesta de popularidad de personajes de Kimetsu no Yaiba con 3 319 votos. IGN consideró a Nezuko como uno de los personajes más populares del fandom en la serie y notó cómo su diseño elabora cómo ve a los humanos como buenas personas como resultado de la hipnosis. Siliconera hizo un artículo similar sobre su caracterización y lo convincente que es durante la primera temporada del anime debido a cómo, a pesar de su trágica historia de fondo, Nezuko se convierte en una figura más heroica cuando lucha contra otros demonios. En julio de 2021, Nezuko apareció en la portada de un número de Shūkan Playboy con una entrevista con Akari Kitō. En octubre de 2021, Shūeisha falló en su apelación para registrar los patrones de ropa de Tanjirō, Nezuko y Zenitsu. Ganó el premio Newtype al «mejor personaje femenino» por su papel en la serie.